# Inhambane, Mozambic
Inhambane   este un oraș  în  Mozambic, port la Oceanul Indian, prin intermediul golfului omonim. Este reședința  provinciei  Inhambane.

## Personalități născute aici
- Afric Simone (n. 1939), muzician, dansator.